# Schloss Kerstin
Schloss Kerstin ist ein ruinöses Gutshaus im heute polnischen Karścino in der Gmina Karlino (Körlin) in der Woiwodschaft Westpommern.

## Geschichte
Gut Kerstin war eines der alten von Manteuffelschen Lehnsgüter. Ab 1760 war Kerstin in Besitz derer von der Goltz, die 1764 das Eigentum an Frau von Gaudecker weiterverkauften und deren Nachfahren es bewirtschafteten. Die Gutsbesitzer waren u. a. Albert Scipio Barnabas von Gaudecker (* 1799; † 1866), dann dessen Sohn Leo von Gaudecker (* 1827; † 1897). In der weiteren Erbfolge ging Gut Kerstin an dessen Sohn Albert von Gaudecker-Kersin (* 1863; † 1933), verheiratet mit Hildegard von Lettow-Vorbeck (* 1874; † 1948). Gut Kerstin übernahm der einzige Sohn, Major d. R. a. D. Hermann von Gaudecker (* 1903; † 1986). Er heiratete Helma Wahnschaffe (* 1906; † 1999), die Tochter des Arnold Wahnschaffe. Schloss Kerstin und Besitz bestanden Ende der 1930er Jahre aus dem Gut Kerstin, dem Vorwerk Johannesthal sowie dem Rittergut Krühne. Die Gesamtfläche betrug 1.323 ha. Zum Gut gehörten ein großer Schafsbetrieb, eine Schweinemastanlage und eine Fohlenzucht. Man baute den bekannten Petkuser Winterroggen an, der bis weit in das 20. Jahrhundert etwa die Hälfte des Weltanbaugebietes bestimmte. Die Gutsbetriebsführung hatten Oberinspektor Thoms und Inspektor Geißler inne. Gaudecker wurde später auch der Senior seines Familienverbandes. Die Vertreter des Adelsgeschlecht der von Gaudecker blieben so bis 1945 im Eigentum des Herrensitzes.

## Bauwerk
Das Schloss, erbaut im 19. Jahrhundert, ist zweigeschossig und langgestreckt mit angedeutetem viersäuligen Mittelrisalit. Im 19. Jahrhundert erhielt der Bau mehrere verandaartige Anbauten. Im zentralen Teil der Fassade befand sich ein seit 2011 zerstörtes Tympanon mit dem Wappen der von Gaudecker.